# Øvre Peru
Øvre Peru (spansk: Alto Perú) var en region i Vicekongedømmet Peru og fra 1776 i Vicekongedømmet Río de la Plata, som bestod af guvernørskaberne Potosí, La Paz, Cochabamba, Chiquitos, Moxos og Charcas (senere omdøbt til Sucre). Regionen blev i begyndelsen styret af Audienciaen i Charcas, der blev dannet i 1561, og som havde en udtalt autonomi, men som var underlagt Vicekongedømmets jurisdiktion. Portugisernes fremstød i Sydamerika betød dog, at Spanien dannede vicekongedømmet Río de la Plata, hvortil Audiensia de Charcas blev overført af økonomiske årsager.
Forbindelserne mellem Peru og Øvre Peru blev dog bibeholdt socialt og økonomisk.
I 1809 blev selvstændighedsprocessen påbegyndt. Kontrollen med Alto Peru blev på daværende tidspunkt overtaget af vicekongen Abascal, hvilket blev godkendt af den spanske regering. Efter Den bolivianske frihedskrig blev området i 1825 en selvstændig stat, der tog navnet Bolivia efter Simón Bolívar.